# Lindita Halimiová
Lindita Halimiová (* 24. března 1989 Vitina) je albánská zpěvačka a skladatelka pop music pocházející z Kosova. Studovala zpěv a hru na klavír, v šestnácti letech na sebe upozornila v televizní talentové soutěži Ethet. V roce 2009 vyhrála Top Fest se skladbou „Ëndërroja“. V roce 2013 odešla do USA, kde se zúčastnila soutěže American Idol a spolupracovala se Steviem Wonderem a skupinou Backstreet Boys. V roce 2016 vyhrála soutěž Festivali i Këngës s písní „Botë“. S její anglickou verzí „World“ reprezentovala Albánii na Eurovision Song Contest 2017 v Kyjevě, kde však do finále nepostoupila.

## Diskografie
- 2007: „Vetëm sytë e tu“ (feat. Ngroba)
- 2008: „Dallëndyshe“ (feat. Ngroba)
- 2009: „Ëndërroja“
- 2009: „Të dua vërtet“
- 2009: „Nuk të dorëzohëm“ (feat. Erti Hizmo)
- 2010: „Më e forte se kurrë“
- 2010: „Supa Dupa Fly“ (feat. Big D)
- 2010: „All Mine“ (feat. Nora Istrefi a Big D)
- 2011: „Kohën do ta ndal“
- 2012: „I Just Wanna“
- 2012: „Ndihmë“
- 2013: „Closer“
- 2013: „Kur një ditë të kthehësh ti“
- 2014: „S'të fal“
- 2015: „Cold World“
- 2016: „Come Thru“
- 2016: „Botë“
- 2017: „Now“
- 2017: „World“
- 2017: „Rock Whine“
- 2018: „Murda“
- 2018: „Holiday“
- 2019: „I Betcha“
- 2019: „Want My Love“
- 2020: „Gur“
- 2020: „Better You“
- 2020: „In The Air“
- 2020: „All The Way“
- 2021: „Pa t’pa“
- 2021: „Amin“
- 2022: „#GMFU“
- 2022: „Love Me Like“
- 2022: „Jealous“